# Tonkin
Tonkin, napisano tudi Tongkin, Tonquin ali Tongking, je eksonim, ki se nanaša na severno regijo Vietnama. V 17. in 18. stoletju se je ta izraz nanašal na domeno Đàng Ngoài (Hán tự: 唐外,[1] lit. "Zunanja dežela"), pod nadzorom lordov Trịnh, vključno s severno in Thanh-Nghệ regijo, severno od reke Gianh. Od leta 1884 do začetka leta 1945 se je ta izraz uporabljal za Francoski protektorat Tonkin, ki ga je sestavljala le severna regija.

## Ime
"Tonkin" je zahodna izvedba 東京 Đông Kinh, kar pomeni »vzhodna prestolnica«. Tako se je imenovalo glavno mesto dinastije Lê (današnji Hanoj). Lokalno je Tonkin danes znan kot miền Bắc ali Bắc Bộ (北部), kar pomeni »severna regija«.
Ime se je od leta 1883 do 1945 uporabljalo za Francoski protektorat Tonkin (vietnamsko Bắc Kỳ 北圻), sestavni del Francoske Indokine.

## Geografija
Tonkin na severu meji na kitajsko provinco Junan (Vân Nam) in avtonomno regijo Guangši (Guangxi, Quảng Tây); vzhodno od severnega Laosa, na jugu na Anam, osrednji del Vietnama in zahodno od Tonkinškega zaliva, ki je del Južnokitajskega morja. Reka Ma tvori mejo z Annamom.
V bistvu je Tonkin sestavljen iz spodnjega toka in delte Rdeče reke. Rodovitna ravnina se uporablja predvsem za gojenje riža. Regija je bogata z mineralnimi viri, kot npr B. premog in ruda.
Pomembni mesti v Tonkinu sta vietnamska prestolnica Hanoj in pristaniško mesto Hải Phòng. Tonkin obsega tri najsevernejše regije Vietnama, s tema dvema mestoma in 23 provincami. Skupna površina obsega 114.690 km² in ima 27.941.700 prebivalcev.
56. Statistični letopis Francije za obdobje 1940-45 navaja površino 115.700 km² (Vietnam skupaj 328.000 km²). Prebivalstvo leta 1936 je bilo 8,7 milijona (od 18.972.000 v Vietnamu kot celoti).
Ob obali Tonkina leži zaliv Ha Long, ena najbolj znanih znamenitosti regije in Unescov seznam svetovne dediščine.

## Zgodovina
Območje se je imenovalo Văn Lang okoli leta 2000–200 pr. n. št. Dokazi o najzgodnejši ustanovljeni družbi v severnem Vietnamu, skupaj s kulturo Đông Sơn, so bili odkriti na območju Citadele Cổ Loa, ki je v bližini današnjega Hanoja, glavnega mesta Vietnama.
Po vietnamskih mitih so prva vietnamska ljudstva potomci zmajskega gospodarja Lạc Long Quâna in nesmrtne vile Âu Cơ. Lạc Long Quân in Âu Cơ sta imela 100 sinov, preden sta se odločila raziti. 50 otrok je odšlo z mamo v zasnežene gore, ostalih 50 pa z očetom, ki ima najraje štiri letne čase ob morju. Najstarejši sin je postal prvi v vrsti najzgodnejših vietnamskih kraljev, ki so skupaj znani kot kralji Hùng iz dinastije Hồng Bàng. Država se je imenovala Văn Lang, njeni ljudje pa Lạc Việt.
Do 3. stoletja pr. n. št. se je druga skupina Vietov, Âu Việt, izselila v delto Rdeče reke in se pomešala z avtohtonim prebivalstvom. Novo kraljestvo, Âu Lạc, je nastalo kot zveza Âu Việt in Lạc Việt, s Thục Phánom, ki se je razglasil za An Dương Vương.
Âu Lạc je bil priključen Nam Việt kraljestva Triệu Đà (Zhào Tuó). Po dinastiji Triệu je ta regija uradno prešla pod kitajsko oblast. V času pred dinastijo Tang je bil Tonkin pristanišče za ladje v Južnokitajskem morju, čeprav se je trgovsko središče kasneje preselilo proti severu v Guangdong.
Zmaga Ngô Quyềna v bitki pri Bạch Đằngu leta 938 je začela novo dobo neodvisnosti Vietnama. Dinastiji Ngô so sledile Đinh, zgodnji Lê, Lý, Trần in Hồ.

### 15. in 16. stoletje
Lê Lợi (vladal 1428–1433), pomemben posestnik v regiji Lam Sơn, je imel več kot 1000 privržencev, preden se je uprl kitajski dinastiji Ming. Po zmagi se je povzpel na prestol in se uveljavil v mestu Thăng Long (»Vzpenjajoči se zmaj«), današnjem Hà Nội. Thăng Long se je imenoval tudi Đông Kinh 東京, kar pomeni »vzhodna prestolnica« (東京 je po pomenu in pisni obliki v kitajskih pismenkah enaka kot Tokio).

### 17. in 18. stoletje
V 17. in 18. stoletju so Zahodnjaki pogosto uporabljali ime Tonkin (iz Đông Kinh) za označevanje Đàng Ngoài na severu, ki so mu vladali lordi Trịnh. Đàng Ngoài ali Bắc Hà ni vključeval le delte Rdeče reke, ampak tudi delti rek Mã in Cả. Medtem se je Kočinčina ali Quinan uporabljal za Đàng Trong na jugu, ki so mu vladali lordi Nguyễn; in Anam, iz imena nekdanje kitajske province, je bilo uporabljeno za sklicevanje na Vietnam kot celoto.

### 19. in 20. stoletje
Po francoski pomoči Nguyễn Ánhu pri združitvi Vietnama pod dinastijo Nguyễn je francoska mornarica začela svojo močno prisotnost v Spodnji Kočinčini, vključno s Sajgonom in kasneje kolonizirala celotno to južno tretjino Vietnama leta 1867.
Med  francosko-kitajsko vojno (1884–1885) so Tonkin, ki je takrat veljal za ključno oporo v jugovzhodni Aziji in ključ do kitajskega trga, napadli Francozi v kampanji Tonkin. Koloniziran je bil kot francoski protektorat Tonkin in se je postopoma ločil od francoskega protektorata Anam, pri čemer je bil Vietnam dejansko ločen na tri dele.
Med francosko kolonialno vladavino znotraj Francoske Indokine je bil Hanoj glavno mesto protektorata Tonkin, leta 1901 pa je postal glavno mesto celotne Francoske Indokine (Kambodža, Laos in Vietnam). Francoska kolonialna uprava je vladala do 9. marca 1945, v letih 1941-1945, med drugo svetovno vojno pa japonska okupacija Vietnama. Francosko upravo so Japonci dovolili kot marionetno vlado. Japonska je marca 1945 za kratek čas prevzela popoln nadzor nad Vietnamom kot Vietnamsko cesarstvo. Tonkin je v tem obdobju postal prizorišče vietnamske lakote leta 1945.
Po koncu druge svetovne vojne se je nad Francosko Indokino vrnila francoska oblast. Severni del Vietnama je postal oporišče komunističnega Việt Minha. Hanoj so pozneje ponovno zasedli Francozi in konflikt med Việt Minhom in Francijo je izbruhnil v prvo indokitajsko vojno. Leta 1949 je prešel pod oblast države Vietnam, nove pridružene države Francoske unije.
Po francoskem porazu v bitki za Dien Bien Phu v zahodnem Tonkinu leta 1954 je bila ustanovljena komunistična država Severni Vietnam, sestavljena iz Tonkina in severnega Anama. Ozemlje države Vietnam se je zmanjšalo na južno polovico države in postalo Južni Vietnam.

## Galerija
- Upravna razdelitev Tonkina 1929
- Upravna razdelitev Tonkina 1920
- Tonkin v zgodnjih 1900-ih
- Zemljevid Tonkina iz leta 1899
- Tonkin v 1880-ih
- Vojaška ozemlja Tonkin 1894
- Zajetje Nam Địnha, 1883
- Francoski častnik zouave v Tonkinu, pomlad 1885
- Hanoj okoli leta 1910
- Palača francoskega generalnega guvernerja v Hanoju
- Tonkinška ženska s črno pobarvanimi zobmi, ok. 1908